# Betim
Betim, amtlich portugiesisch Município de Betim, ist eine Großstadt im brasilianischen Bundesstaat Minas Gerais. Sie gehört zur Metropolregion Belo Horizonte. Im Jahr 2019 lebten in Betim geschätzt 439.340 Menschen, Betinenser (betinenses) genannt, auf rund 344 km². Sie ist 26 km von der Hauptstadt Belo Horizonte entfernt.

## Geschichte
Die Geschichte des Ortes beginnt 1711 mit der Gründung einer Kapelle hier durch den Bandeirante Joseph Rodrigues Betim, dem Namensgeber der Stadt. Sie lag an der damaligen Verbindungsstraße zwischen São Paulo und Pitangui, die von den Bandeirantes benutzt wurde. Stadtrechte erhielt sie am 17. Dezember 1938.

## Geographie
Umliegende Orte sind: Contagem, Esmeraldas, Igarapé, Ibirité, São Joaquim de Bicas, Mário Campos, Juatuba und Sarzedo.
Die Verkehrsanbindung erfolgt über die Landes- und Bundesstraßen MG-060, MG-050, BR-381, BR-040 und BR-262.

### Klima
Die Stadt hat tropisches Höhenklima (Cwa) nach der Klassifikation des Klimas nach Köppen und Geiger. Die Durchschnittstemperatur ist 21,1 °C. Die durchschnittliche Niederschlagsmenge liegt bei 1369 mm im Jahr. Der Sommer in Betim ist deutlich feuchter als der Winter.
Monatliche Durchschnittstemperaturen und -niederschläge für Betim
|                   | Jan  | Feb  | Mär  | Apr | Mai  | Jun  | Jul  | Aug  | Sep  | Okt  | Nov  | Dez  |   |      |
| Temperatur (°C)   | 23,5 | 23,3 | 22,1 | 20  | 18,4 | 17,8 | 18,9 | 20,4 | 21,7 | 22,6 | 22,7 | 21,7 | Ø | 21,1 |
| Niederschlag (mm) | 262  | 152  | 151  | 63  | 25   | 12   | 13   | 10   | 38   | 121  | 230  | 292  | Σ | 1369 |

### Hydrographie
Wichtigste Flüsse, die das Gemeindegebiet durchziehen, sind der Rio Paraopeba und dessen Nebenfluss Rio Betim.

## Stadtverwaltung
Exekutive: Stadtpräfekt (Bürgermeister) ist seit der Kommunalwahl 2016 für die Amtszeit 2017 bis 2020 Vittorio Medioli des Partido Humanista da Solidariedade (PHS). Die Legislative liegt bei einem Stadtrat, der Câmara Municipal, aus 23 gewählten Stadtverordneten. Präsident für die 18. Legislaturperiode der Stadt ab 2017 ist Edson Leonardo Monteiro, genannt Léo Contador, von den Democratas. 

## Wirtschaft
Das Bruttoinlandsprodukt pro Kopf betrug im Jahr 2008 58.938 R$ (ca. das 1,5fache des brasilianischen Durchschnitts). Einen wirtschaftlichen Aufschwung in den 1960er Jahren verdankt Betim der Erdölraffinerie Refinaria Gabriel Passos und einem Werk des Automobilherstellers Fiat Automoveis.

## Persönlichkeiten
In Betim geborene Sportler:
- Jonathas (eigentlich Jonathas Cristian de Jesus Maurício, * 1989), Fußballspieler